# Пикеринг, Эдуард Чарлз
Эдуард Чарлз Пикеринг (англ. Edward Charles Pickering; 19 июля 1846 — 3 февраля 1919) — американский астроном. 
Член Национальной академии наук США (1873).

## Биография
Родился в Бостоне. В 1865 г. окончил Гарвардский университет. В 1865—1867 гг. преподавал математику в Гарварде, в 1867—1877 гг.— профессор физики в Массачусетском технологическом институте. С 1877 г.— директор Гарвардской обсерватории, профессор астрономии Гарвардского университета. Старший брат астронома Уильяма Генри Пикеринга. В честь братьев названы кратер на Луне и кратер на Марсе, а также астероид (784) Пикерингия, открытый в 1914 году.
Научные работы относятся к астрофотометрии и астроспектроскопии. Был организатором и руководителем работ по составлению известных фотометрических и спектральных каталогов Гарвардской обсерватории. Усовершенствовал методику визуальной фотометрии (предложил в качестве стандартов использовать звезды Северного Полярного ряда, установил нуль-пункт шкалы звездных величин), сконструировал меридианный фотометр, в котором исследуемая звезда сравнивается при помощи поляризационного устройства с Полярной звездой. В 80-х годах приступил к массовому применению фотографии; впервые начал применять объективную призму для массового фотографирования спектров звезд.
В 1884 г. издал каталог «Гарвардская фотометрия», охватывающий 4260 звезд от северного полюса мира до склонения —30°; в 1908 г. появилось второе издание этого каталога, в котором Пикеринг пересмотрел величины звезд ярче 6m,5; в 1913 г. вышел сводный каталог, охватывающий все звездное небо. Из двух миллионов наблюдений, потребовавшихся для этой работы, более половины было проведено самим Пикерингом. В 1886—1889 гг. Пикеринг с сотрудниками составил «Дрэперовский каталог звездных спектров», содержащий спектры 10351 звезды ярче 8-й величины со склонениями севернее —25° (издан в 1890 г.). В 1897 г. дополнительно был издан каталог южных звезд. Классификация, использованная в этих каталогах, была разработана в Гарвардской обсерватории и применяется до настоящего времени. Продолжением работ, начатых Пикерингом, явилось создание его сотрудницей Э. Кэннон фундаментального «Дрэперовского каталога» (1918—1924 гг.), содержащего спектры почти 400 000 звезд.

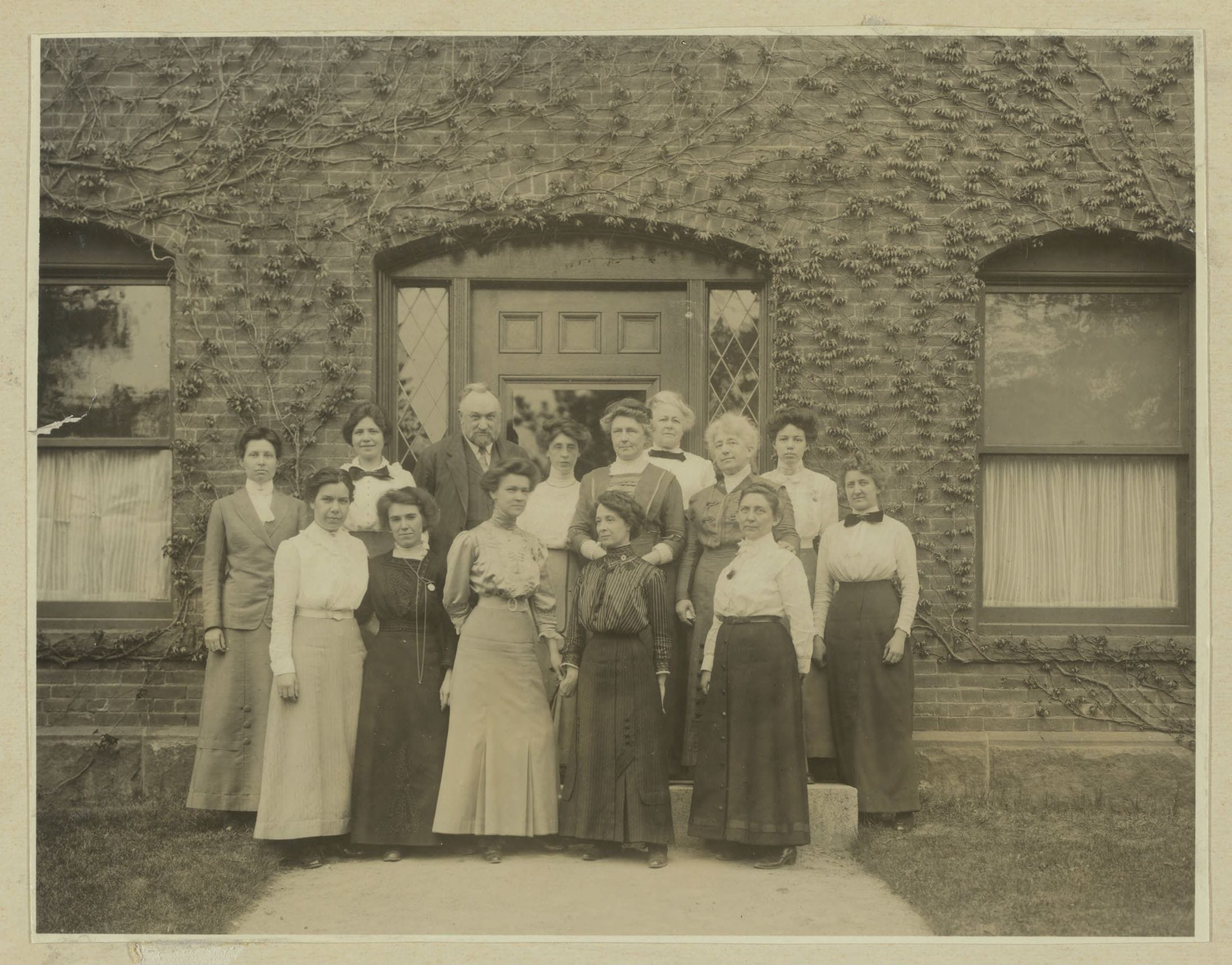
Женщины-вычислители перед зданием обсерватории Гарвардского колледжа, 13 мая 1913 года.

Велики заслуги Пикеринга в изучении переменных звезд. В 1880 г. он создал первую математическую теорию изменения блеска Алголя и впервые указал, что фотометрическая кривая блеска даёт возможность определить размеры компонентов. Дал классификацию переменных звезд по типам, послужившую основой современной классификации. Разработал интерполяционный метод оценок блеска звезд («метод Пикеринга»). В 1889 г. открыл существование спектрально-двойных звезд. Организовал в Гарварде и на наблюдательной станции Гарвардской обсерватории в Арекипе (Перу) систематическое фотографическое патрулирование всего неба широкоугольными камерами для поисков и изучения переменных звезд. При Пикеринге в Гарвардской обсерватории было открыто 3435 переменных звезд; при обсерватории он создал подразделение вычислителей, укомплектованное женщинами (шуточное название — «Гарем Пикеринга»). Он нанял несколько способных девушек (в то время жалованье женщин было в несколько раз меньше, чем у мужчин на той же работе), которые занимались исключительно механическими вычислениями. Несколько из этих сотрудниц позднее стали известными астрономами: это — Энни Кэннон, Вильямина Флеминг, Генриетта Ливитт, Антония Мори, Анна Уинлок.
Создал Американскую ассоциацию наблюдателей переменных звёзд, объединяющую квалифицированных любителей астрономии.

## Награды и отличия
- Почётный член многих научных обществ
- иностранный член Лондонского королевского общества (с 1907 г.)[5]
- иностранный член-корреспондент Петербургской академии наук (с 1908 г.)
- две золотые медали Лондонского королевского астрономического о-ва (1886, 1901)
- премия Румфорда (1891)
- медаль им. Дрэпера (1888) Национальной академии наук США
- медаль Кэтрин Брюс Тихоокеанского астрономического о-ва (1908)
- премия Жюля Жансена 1908)